# 썬 온라인
썬 온라인은 대한민국의 게임업체 웹젠이 개발한 대규모 다중 사용자 온라인 롤플레잉 게임이다. 그라나도 에스파다, 제라 온라인과 더불어 2006년 빅3 MMORPG로 꼽혔지만 국내 시장에서 좋은 반응을 얻는 데 실패했다는 평이 다수이다.
2012년, 출시 6주년을 맞아 '라이징 썬'이라는 캐치프레이즈 아래 대대적인 개선을 하였다.